# Новая Усмань

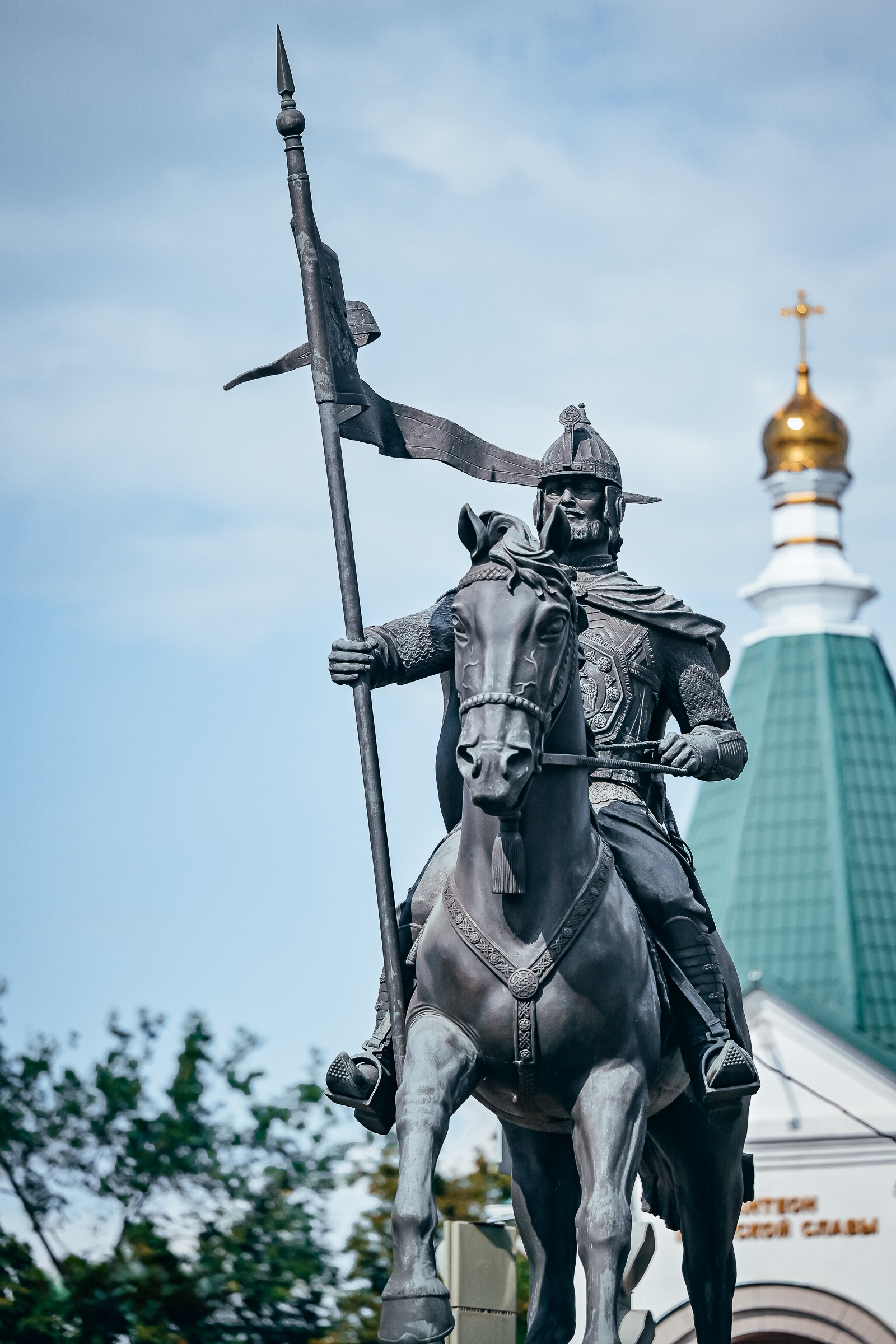
Памятник воеводе Борису Собакину

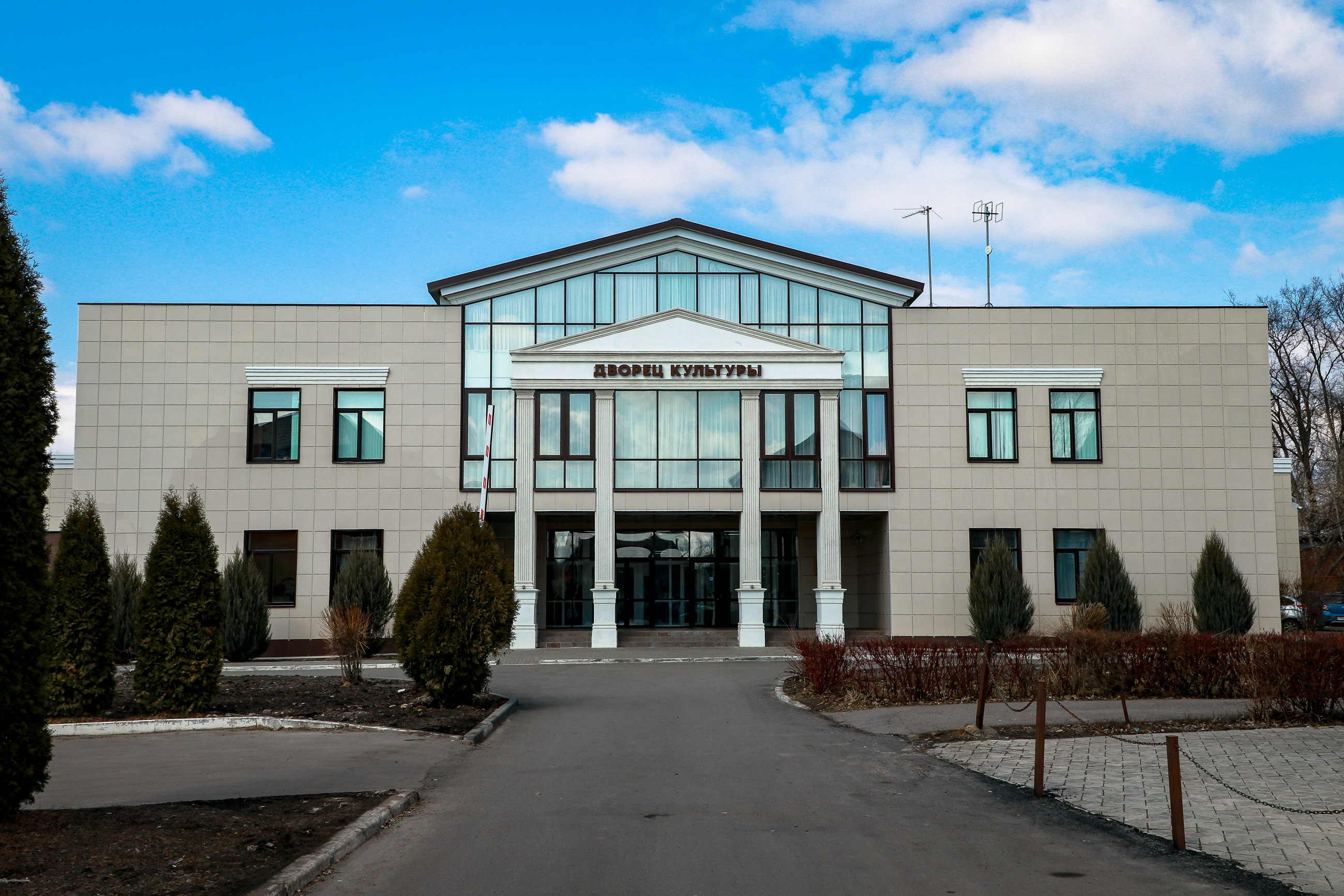
Дворец культуры

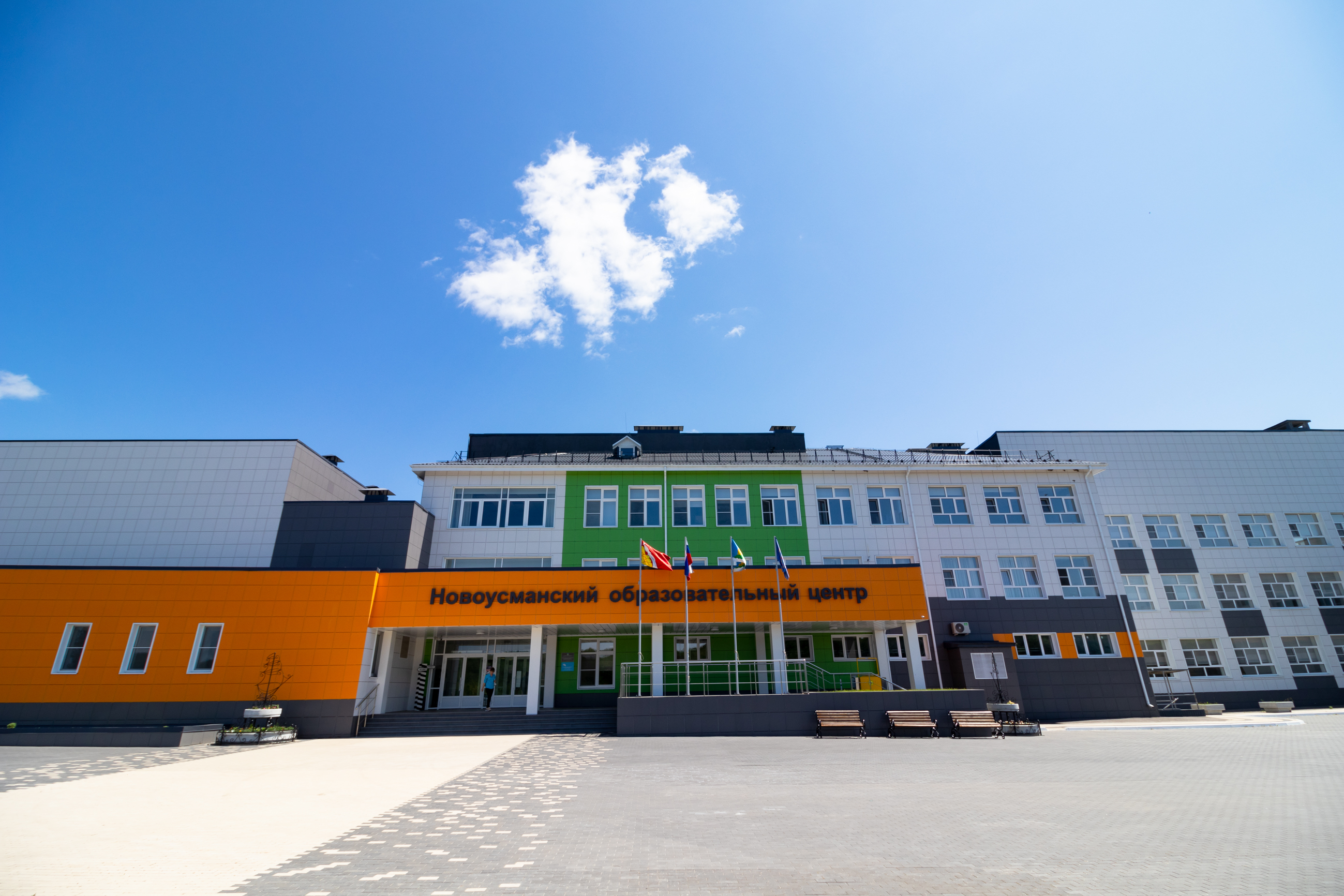
Новоусманский образовательный центр

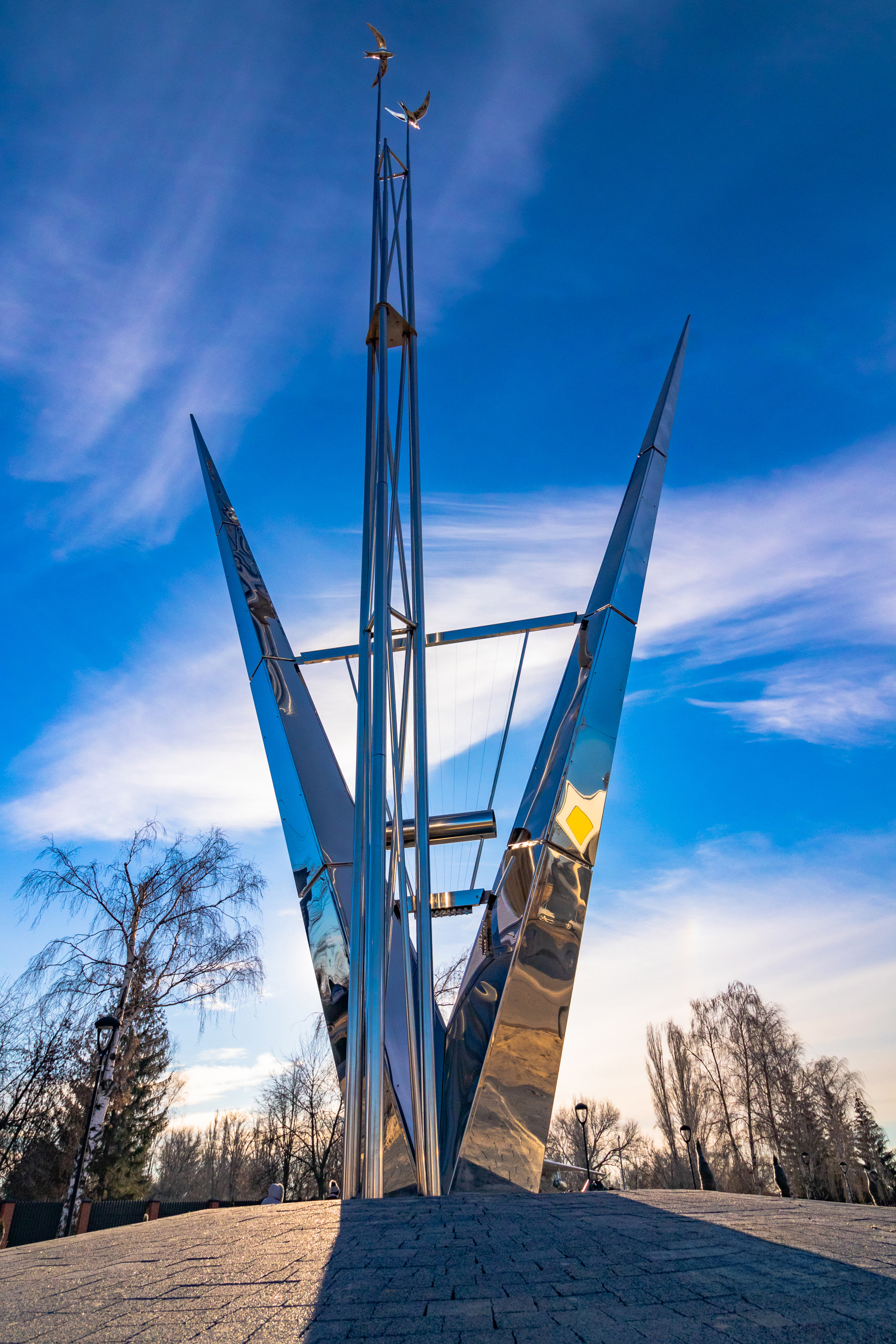
Памятник военным летчикам

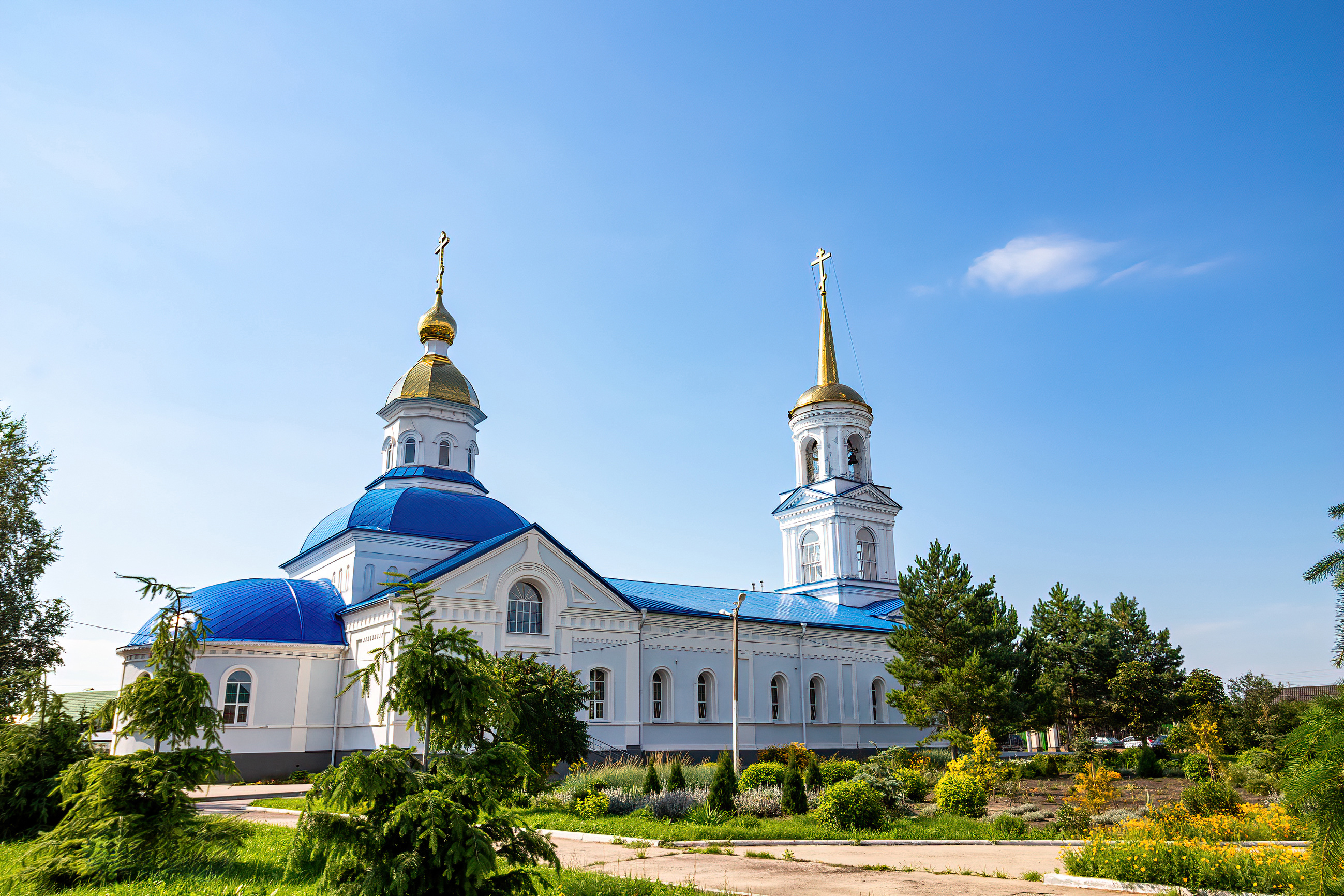
Храм Казанской иконы Божией Матери

Но́вая У́смань — село (с 1598 года) в Воронежской области России, административный центр Новоусманского района, а также Усманского 1-го сельского поселения.
Население — 36 540 человек (2021 год), крупнейшее село России, третий сельский населённый пункт России после краснодарских станиц Каневская и Динская).

## География
Село расположено на берегах реки Усмань, в 8 км к юго-востоку от Воронежа.
Климат
Климат умеренно континентальный. Количество осадков колеблется от 500 до 650 мм. Населённый пункт располагается в лесостепной зоне.

## История

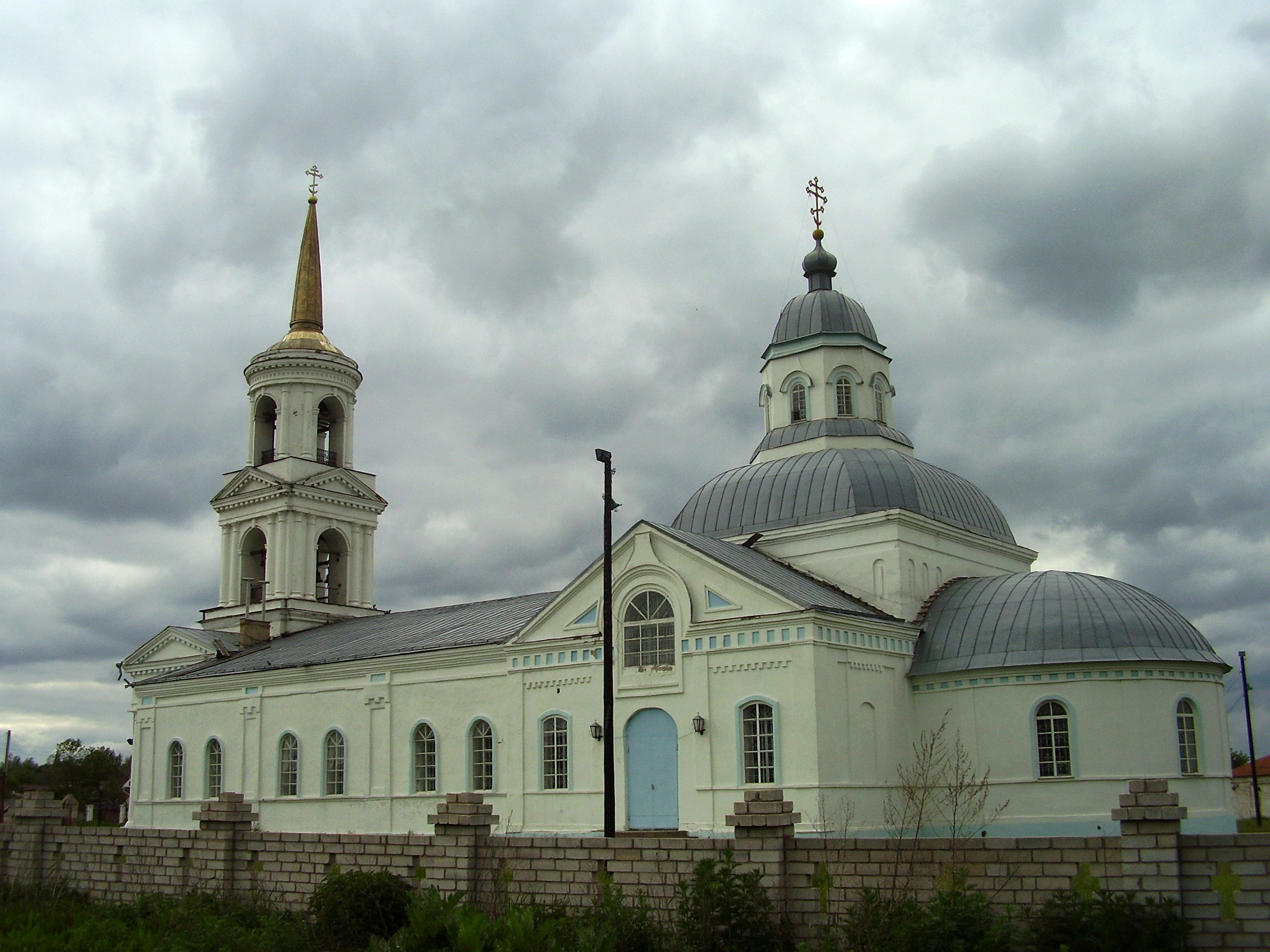
Новая Усмань, храм Казанской иконы Божией Матери

Годом основания Новой Усмани принято считать 1598 год. В это время тут было поселение. В 1601—1602 годах у красивой реки Усманки на лесной поляне царский воевода Борис Васильевич Собакин обзавелся землями, получившими прозвание по его фамилии — Собакина Поляна. Дальше в документах того времени это место именуется как Собакина Усмань, Собакино.
В петровское время жители Усмани Собакиной активно участвовали в возведении кораблей. В 1746 году в селе было 785 дворов и более 2 тысяч жителей. В октябре 1781 года через Усмань Собакина прошёл почтовый тракт из Воронежа в Тамбов. В селе была учреждена почтовая станция для отдыха пассажиров и смены лошадей. В 1785 году была возведена Спасская каменная церковь, а вторая, Казанская, построена в 1870 году.

### Советский период
В 1917 году в Усмани была установлена советская власть. В августе 1918 года здесь вспыхнуло восстание крестьян против продотрядов, которое было подавлено военной силой. Во время гражданской войны жители села Собакина Усмань сражались против конницы К. К. Мамонтова, атамана А. Г. Шкуро, а также принимали участие в сборе средств и теплой одежды для бойцов Красной Армии.
В начале 1924 года в Усмани возникло животноводческое хозяйство, затем мелиоративное хозяйство, птицеводческое хозяйство «Голосистый кочет». В 1928 году Усмань Собакина стала районным центром и была переименована в Новую Усмань. Первое пригородное земельное общество весной 1929 года объединило все мелкие хозяйства в единый колхоз «Ленинский путь».
12 августа 1942 года над селом Новая Усмань таранил вражеский истребитель Александр Фёдорович Авдеев. Похоронен в Новой Усмани в сквере у здания бывшего райисполкома. 10 февраля 1943 года ему посмертно присвоено звание Героя Советского Союза. Александр Фёдорович награждён орденами Ленина, Красного Знамени и Красной Звезды. Также из Новой Усмани Герой Социалистического Труда Николай Фёдорович Мануковский, звание он получил за внедрение комплексной механизации в выращивании кукурузы.

### Современность
В 2018 году проводился онлайн-опрос о придании селу статус города. В опросе приняли участие 1326 человек. В результате 93,67 % участников опроса не поддержали инициативу.
26 октября 2019 года в Новой Усмани был установлен памятник основателю села воеводе Борису Собакину. Автор памятника — Александр Козинин.
11 марта 2022 года Усманское 1-е и Усманское 2-е сельские поселения, в которые входила Новая Усмань, были объединены в Усманское 1-е сельское поселение.

## Население
| 1859    | 1897  | 1989    | 2002    | 2005    | 2008    | 2010    |
| ------- | ----- | ------- | ------- | ------- | ------- | ------- |
| 5918    | ↗9533 | ↗18 223 | ↗22 476 | ↗22 500 | ↗29 481 | ↘29 270 |
| 2021    |       |         |         |         |         |         |
| ↗36 540 |       |         |         |         |         |         |

Помимо русских и украинцев проживают татары, армяне, азербайджанцы, езиды и цыгане.

## Известные жители
- Жданов, Александр Павлович (1938—2006) — российский художник, один из родоначальников искусства ассамбляжа в России.
- Стуканов, Леонид Александрович (1947—1998) — российский художник, педагог.

## Экономика

### Промышленность

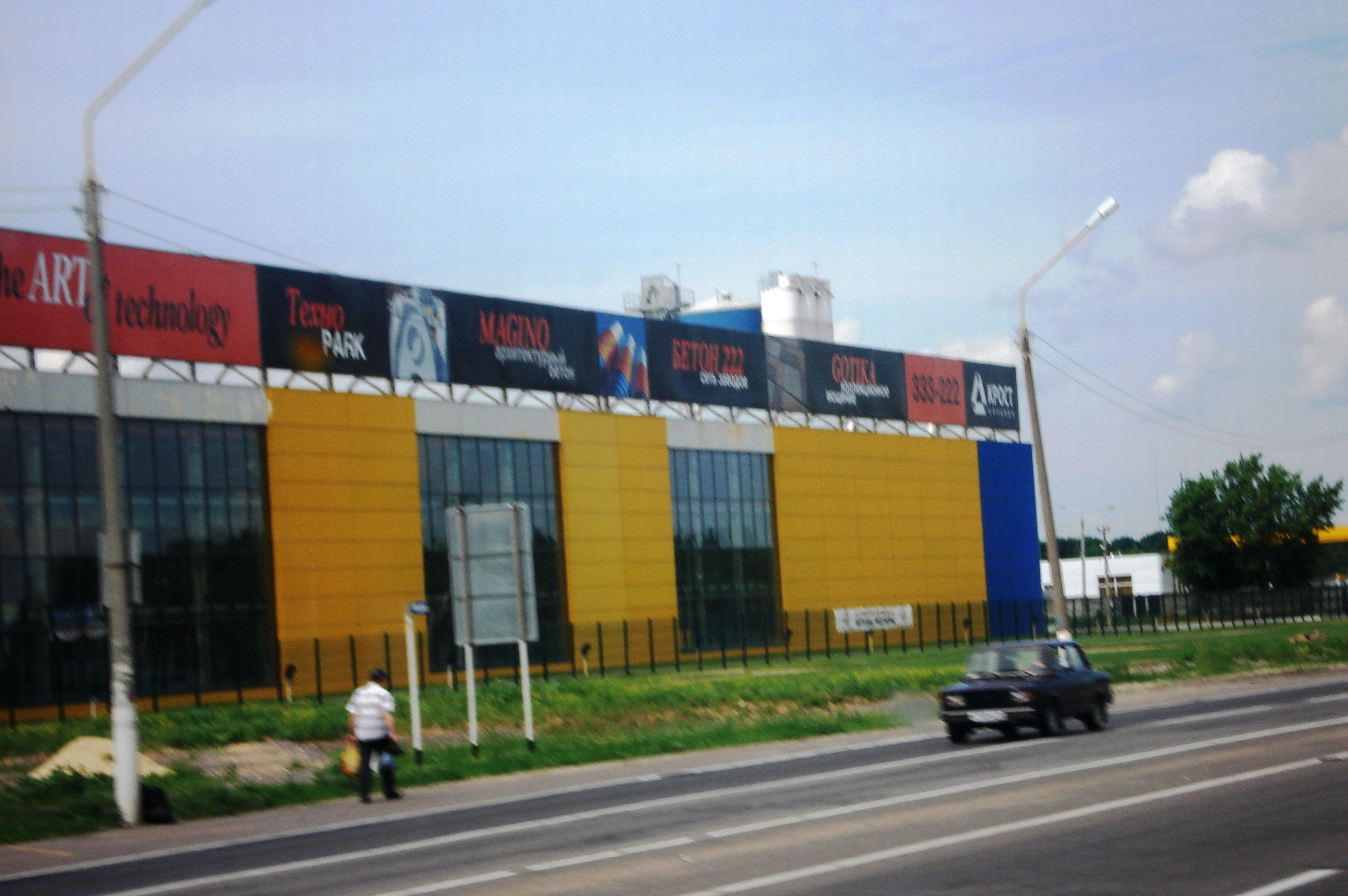
Бетонный завод

Наиболее крупными являются следующие предприятия:
- ООО «ОЛСАМ». Осуществляет производство масла подсолнечного рафинированного.
- ООО «Блеск». Специализируется на выпуске зеркал и стеклоизделий толщиной от 4 до 10 мм, предоставляет услуги по обработке кромки — шлифовка, полировка, «еврокромка», нанесение фацета, наклейка различных плёнок на зеркала и стеклоизделия, окраска стекла, фьюзинг (спекание стекла), молирование стеклоизделий (гнутьё), производство мебельных и художественных витражей.
- ООО «Формопласт». Осуществляет производство тепопласта и подошвы для повседневной обуви.
- Индустриальный технопарк концерна «КРОСТ».
- ООО "МПК «Петровский»: производство колбас, копченостей. Существует с 2006 года. Отличается натуральностью сырья и приготовлением колбас по старинным технологиям. Копчение происходит на натуральной стружке и дровах.

### Транспорт
По территории села проходит автомобильная дорога М-4 «Дон». Имеется регулярное автобусное сообщение с областным центром.

## СМИ
- Информационный сайт «Новая Усмань Сегодня».